# Odontologie doktor
Odontologie doktor (förkortas odont.dr. eller OD), är i Sverige en titel för den som disputerat för doktorsgrad eller doktorsexamen vid tandläkarhögskola eller odontologisk fakultet.
I likhet med medicine doktor används titeln i Sverige inom forskarutbildning, medan grundutbildning till tandläkare leder till tandläkarexamen.
Innan odontologie doktorsgrad infördes i Sverige 1949, kunde tandläkare enbart disputera vid medicinsk fakultet "såsom för medicine doktorsgrad". Många av dessa tandläkare tilldelades i efterhand en odontologie doktorsgrad när denna infördes 1949.